# Miss Marple (serie televisiva 1984)
Miss Marple (Agatha Christie's Miss Marple) è una serie televisiva britannica del 1984 basata sui romanzi gialli di Agatha Christie. La serie vede come protagonista la celebre Miss Jane Marple, interpretata da Joan Hickson, un'arzilla signora di campagna dalle grandi doti investigative, capace di venire a capo dei delitti più complessi.
Gli episodi della serie coprono tutti i 12 romanzi con protagonista Miss Marple e mantengono un ottimo livello di fedeltà al materiale originale, tanto da essere considerati uno dei migliori adattamenti dei romanzi di Agatha Christie.

## Episodi
Miss Marple è stata trasmessa a partire dal 23 dicembre 1984 sul canale televisivo britannico BBC One, quando andò in onda la prima parte del primo episodio dal titolo C'è un cadavere in biblioteca, tratto dal romanzo omonimo scritto nel 1948.
In Italia la serie è stata trasmessa a partire dal 22 novembre 1985 in prima serata su Rai 2. Dopo il primo episodio, diviso in tre parti trasmesse a cadenza settimanale il venerdì sera, la trasmissione venne interrotta e riprese solo il 7 settembre 1986, questa volta in tarda mattinata, con altri 3 episodi.
| Stagione       | Episodi | Prima TV originale | Prima TV Italia |
| -------------- | ------- | ------------------ | --------------- |
| Prima stagione | 12      | 1984-1992          | 1985            |

## Produzione
La serie è stata prodotta dalla BBC in associazione con A&E Television e Seven Network, e girata a partire dal 1983 in Inghilterra tra il Norfolk e il Devon, vicino a Oxford e nella cittadina di Nether Wallop, nell'Hampshire, dov'è stato ricreato il grazioso villaggio di St. Mary Mead, casa di Miss Marple.